# Mimotambusa mabokensis
Mimotambusa mabokensis là một loài bọ cánh cứng trong họ Cerambycidae.